# Eukoenenia paulinae
Eukoenenia paulinae är en spindeldjursart som beskrevs av Bruno Condé 1994. Eukoenenia paulinae ingår i släktet Eukoenenia och familjen Eukoeneniidae. Inga underarter finns listade i Catalogue of Life.